# Charlotte Nicdao
Charlotte Nicdao (Melbourne, 14 agosto 1991) è un'attrice australiana.
Charlotte è nota per il ruolo di Jackie Lee nella serie Cyber Girls.

## Biografia
Charlotte nasce il 14 agosto del 1991 in Australia, da una famiglia di filippini. Nel 2010 si trasferisce in Germania per girare la serie televisiva Cyber Girls, conosciuta anche come A Gurls Wurld e Emmas Chatroom, trasmessa su Disney Channel. Terminato il programma nel 2011 è rimasta amica dei colleghi Sophie Karbjinski (Emma Schùbert), Marny Kennedy (Ally Henson) e Jannik Schümann (Nicolas, il suo ragazzo nella serie).

## Filmografia parziale
- Fergus McPhail – serie TV, episodio 1x22 (2004)
- Elephant Princess – serie TV, episodio 1x01 (2008)
- Cyber Girls (A Gurls Wurld) – serie TV, 26 episodi (2010-2011)
- Camp – serie TV, 10 episodi (2013)
- Please Like Me – serie TV, 5 episodi (2014)
- Childhood's End, regia di Nick Hurran – miniserie TV (2015)
- Trip for Biscuits – serie TV, 18 episodi (2017)
- Thor: Ragnarok, regia di Taika Waititi (2017)
- Gli acchiappamostri (The Strange Chores) – serie animata, 26 episodi (2019-in corso) – voce
- Mythic Quest - serie TV (2020-2025)